# Jürgen Domian

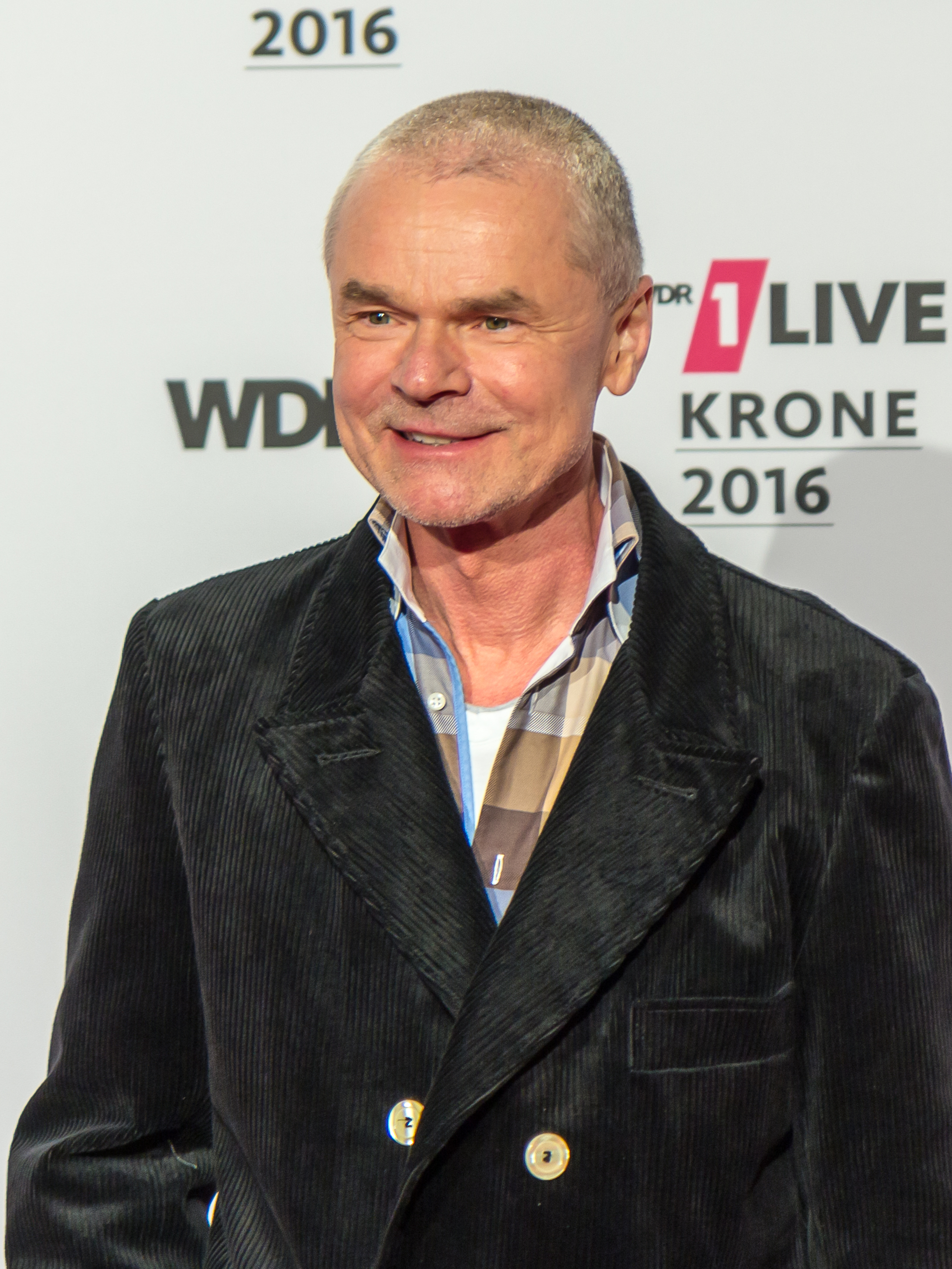
Jürgen Domian (2016)

Jürgen Domian (* 21. Dezember 1957 in Gummersbach) ist ein deutscher Fernseh- und ehemaliger Hörfunkmoderator sowie Autor und Journalist. Große Bekanntheit erlangte er durch die langjährige Moderation der Telefon-Talk-Sendung Domian.

## Leben

### Werdegang
Domian erwarb seine Mittlere Reife an der Handelsschule und wechselte anschließend auf das Gymnasium, wo er von Direktor Horst Kienbaum gefördert wurde und sein Abitur ablegte. Während seines Studiums der Germanistik, Philosophie und Politikwissenschaft an der Universität zu Köln jobbte Jürgen Domian als Kabelträger beim Fernsehen. Später übernahm er als Nachfolger von Chris Howland die Moderation der Sendung Blue Monday.
Ab 1993 moderierte Domian die Radiosendung Die Heiße Nummer, die jeden Freitag von 15 bis 16 Uhr innerhalb des Jugendprogramms Riff – der Wellenbrecher vom damaligen Sender WDR 1 ausgestrahlt wurde. Dabei handelte es sich um eine Telefon-Talk-Sendung, die sich lediglich in zwei Punkten von der späteren Sendung Domian unterschied: Nach jedem Anrufer gab es einen Musiktitel, außerdem konnten aufgrund der Uhrzeit nur jugendfreie Themen behandelt werden. Da sich die Sendung steigender Beliebtheit erfreute, sollte sie in das Programm des WDR-1-Nachfolgesenders Eins Live integriert werden. Der Plan, die Heiße Nummer in die Nacht „abzuschieben“, stieß anfangs auf Proteste unter den WDR-1-Zuhörern. Am 1. April 1995 startete Eins Live, am 3. April 1995 wurde die erste Ausgabe von Domian ausgestrahlt. Die letzte Sendung wurde am 17. Dezember 2016 ausgestrahlt.
Ende August 2019 gab der WDR bekannt, dass Moderator Jürgen Domian im November 2019 ins Fernsehen zurückkehren werde. Die Sendung trägt den Titel Domian Live, „in der er sich neuen Geschichten öffnen wird - ‚live und ohne Tabus‘“. Die erste von zunächst vier geplanten Sendungen wurde am 8. November 2019 im WDR Fernsehen ausgestrahlt. Am 29. November lief die zunächst letzte Sendung. Der WDR zeigte sich mit den Einschaltquoten, besonders unter den jüngeren Zuschauern, zufrieden. Die erste Sendung sahen fast 600.000 Zuschauer. Im Durchschnitt schauten die vier Talkshows 300.000 Menschen. In der letzten Sendung kündigte Domian die Fortsetzung des Formats im Jahr 2020 an. Die Talkshow behält ihren Sendeplatz, wird aber nicht mehr wöchentlich, sondern alle 14 Tage freitags ausgestrahlt. Die erste Ausgabe lief am 31. Januar 2020. Im Juni 2021 wurde mediale Kritik an Domian und der Sendung geäußert, als ein Gespräch mit einem Anrufer abgebrochen wurde, der über einen inhaftierten Verweigerer von Rundfunkgebühren sprechen wollte. Der Talkgast hatte im Vorgespräch mit der Redaktion ein anderes Gesprächsthema vorgegeben. Am 4. April 2022 wurde bekannt, dass das Format nicht weiter fortgesetzt werde.

### Soziales und politisches Engagement

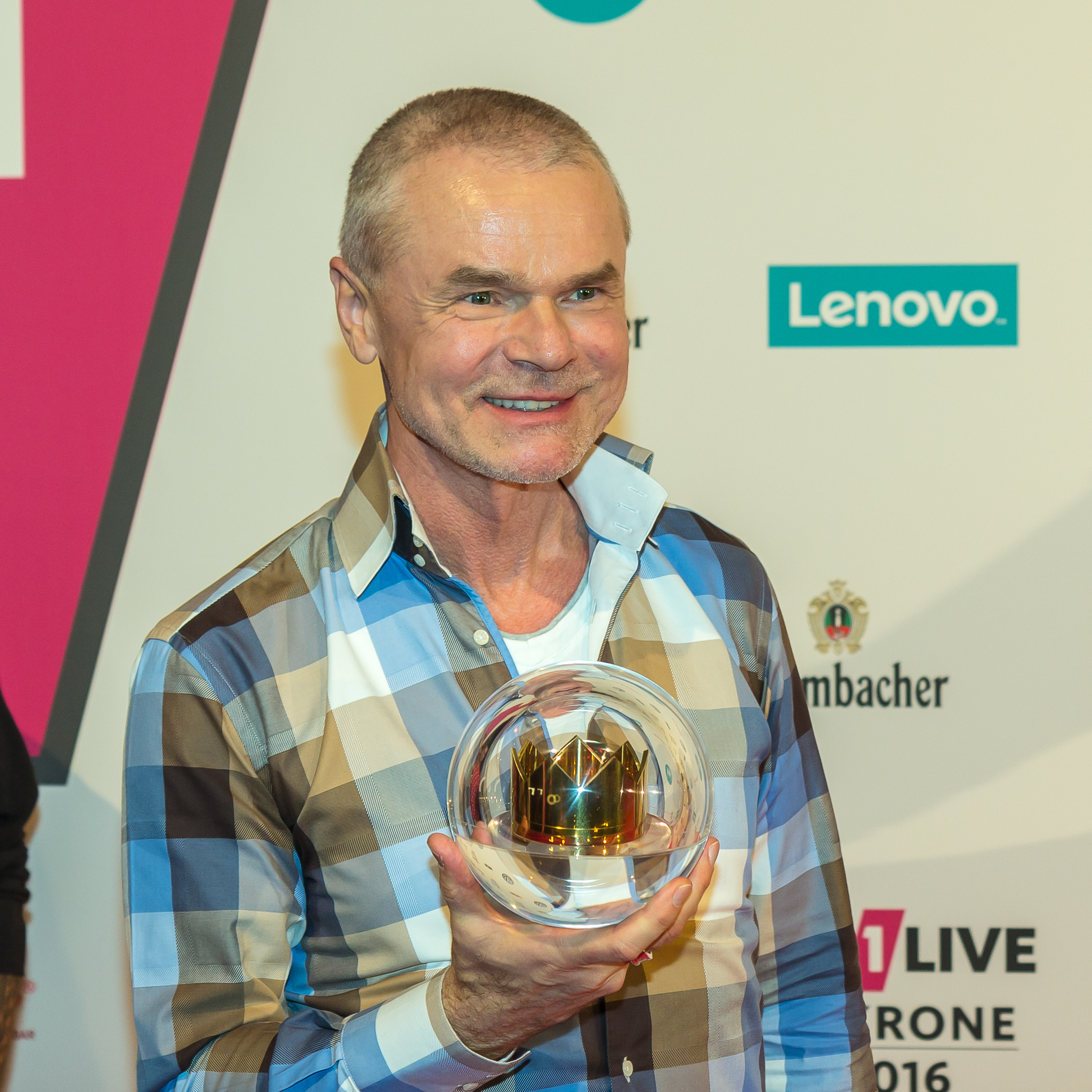
Jürgen Domian mit der 1 Live Krone ausgezeichnet (2016)

Im Januar 2003 wurde Domian für sein soziales Engagement mit der Verdienstmedaille des Verdienstordens der Bundesrepublik Deutschland ausgezeichnet.
Domian ist Mitglied der SPD, zuvor engagierte er sich jahrelang bei den Grünen, davor bei der FDP. Laut eigenen Aussagen setzt er sich seit mehreren Jahren für die AIDS-Hilfe ein.
Seit Jahren unterstützt Domian ehrenamtlich das Zentrum für Palliativmedizin der Uniklinik Köln. Er ist nach eigenen Angaben ein Befürworter und Förderer der palliativmedizinischen Versorgung, seitdem sein an Krebs erkrankter Vater in der Kölner Einrichtung „friedlich entschlafen“ sei.
2015 erhielt er für seine langjährige Moderation des Live-Talks Domian in 1LIVE und WDR-Fernsehen den Sonderpreis des Robert-Geisendörfer-Preises 2015.
2016 wurde er mit dem Sonderpreis der 1 Live Krone ausgezeichnet.
2018 kritisierte er in einer Kolumne unter dem Titel Nicht mehr mein Land, meine Heimat zunehmenden Antisemitismus und Homophobie unter muslimischen Migranten und das Verhalten der Eliten in Deutschland: „Einer Ignoranz, die gerade in linksliberalen und intellektuellen Kreisen seit Jahrzehnten grassiert. Ich weiß, wovon ich spreche. Ich bin seit mehr als 30 Jahren SPD-Mitglied, und ich kenne die reflexartige Abwehr, wenn man Kritik an Kultur und Tradition unserer muslimischen Freunde äußerte. Schnell wurde man in die rechte Ecke geschoben. Dieses Verhalten hat die AfD so erst möglich gemacht.“
2020 kritisiert er im Kölner Stadt-Anzeiger in dem Gastbeitrag „Liebe Greta, lass den Leuten doch die SUVs“ die schwedische Umweltaktivistin Greta Thunberg. Er schreibt „Nun sitze ich hier und kann nicht anders. Ich muss Dir sagen, dass Du mir mittlerweile ziemlich auf die Nerven gehst.“ Er wirft ihr vor, „einen ordentlichen Haufen Geld zu verdienen“. Er fordert „Entsorge bitte Deinen Heiligenschein! Natürlich umweltgerecht.“

### Persönliches
Domians Eltern stammen aus Westpreußen und haben hugenottische Vorfahren. Seit seiner Gymnasialzeit ist Domian mit Hella von Sinnen befreundet, die wie er aus Gummersbach stammt. Außerdem zählte Dirk Bach (1961–2012) zu seinen Freunden. Zu der Zeit, in der Hella von Sinnen mit Dirk Bach in einer WG wohnte, war Jürgen Domian regelmäßig zu Besuch, so oft es seine Zeit als Zivildienstleistender in Gummersbach zuließ. Zusammen mit von Sinnen veröffentlichte er auch Bücher. In einem Stern-Artikel zum Thema „sexuelle Grenzgänger“ heißt es, dass Domian „sich öffentlich zu seinen bisexuellen Neigungen bekennt. ‚Alles ist erlaubt, solange es gut tut und niemandem schadet.‘ Bei Domian erscheint Bisexualität nicht mehr bedrohlich, sondern normal, ist nicht mehr Abgrund, sondern Spielart.“ In einem Interview der Taz vom 4. Juli 2013 mit ihm und Hella von Sinnen erklärte er allerdings, sich aufgrund von Anfeindungen aus der Schwulenszene meist als „schwul“ zu bezeichnen. „Ich bin auch heute noch bisexuell, nur diese Diskussion habe ich satt. Inzwischen sag ich meistens: Ich bin schwul. Dann ist Ruhe. Ich habe so oft erlebt, von Schwulen angegriffen zu werden, weil ich angeblich nicht zu meiner Sexualität stehe, wenn ich mich als bi bezeichne. Also in Gottes Namen, dann bin ich halt – schwul.“

## Werke
- (mit Hella von Sinnen): Jenseits der Scham. Protokolle und Kommentare. Vgs Verlagsges., Köln 1998, ISBN 3-8025-1379-7.
- Extreme Leben. Protokolle und Kommentare. Vgs Verlagsges. Köln 1999, ISBN 3-8025-1327-4.
- Domian – Ein Blick hinter die Kulissen. Vgs Verlagsges. Köln 2002, ISBN 3-8025-1410-6.
- Der Tag, an dem die Sonne verschwand. Roman. 3. Auflage. Heyne, München 2008, ISBN 978-3-453-40536-3 (Heyne 40536).
- Der Gedankenleser. Roman. Heyne, München 2010, ISBN 978-3-453-26651-3.
- Interview mit dem Tod. Gütersloher Verlagshaus 2012, ISBN 978-3-579-06574-8.
- Richtig leben: ...und dann tu, was du willst. Gütersloher Verlagshaus 2014, ISBN 3-5790-6621-8.
- Dämonen: Hansens Geschichte. Gütersloher Verlagshaus 2017, ISBN 978-3-579-08691-0.

## Fernsehen (Auswahl)
- 1995–2016: Domian, WDR (Moderation)
- 1995: NDR Talk Show, NDR (als Gast)
- 1996: Domians Welt, WDR (6 Folgen, Moderation)
- 2005–2008: Domian – Der Promitalk, WDR (38 Folgen, Moderation)
- 2007: Domian unterwegs, WDR (5 Folgen, Moderation)
- 2011, 2015: Hart aber fair, Das Erste (als Gast)
- 2013, 2017: Markus Lanz, ZDF (als Gast)
- 1999, 2010, 2014: TV total, ProSieben (als Gast)
- 2019: Kölner Treff, WDR (als Gast)
- 2019: 1:30, ProSieben (als Gast)
- 2019–2021: Domian live, WDR (Moderation)